# SC 타우리야 심페로폴

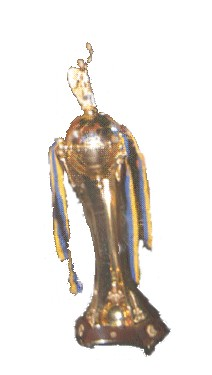

SC 타우리야 심페로폴(우크라이나어: СК «Таврія» Сімферополь, 크림 타타르어: SK «Tavriya» Aqmescit, 러시아어: СК "Таврия" Симферополь, 영어: SC Tavriya Simferopol)은 크림 자치 공화국 심페로폴을 연고로, 헤르손주 베리슬라우를 임시 연고지로 하는 우크라이나의 축구 클럽이다.
1992년부터 2014년까지 우크라이나 프리미어리그에 참가했지만 2014년 러시아의 크림반도 병합으로 인해 해체된 뒤에 FC TSK 심페로폴로 재창단하여 러시아 프로페셔널 풋볼 리그(3부)에 참여하게 되었다. 러시아 축구 협회는 크림반도에 있는 축구장들은 1만명 이상을 수용할 수 있어야 하는 러시아 프리미어리그의 요구 조건을 만족하지 못하여 3부 리그에 편입한다고 발표했다. 하지만 UEFA가 크림반도 축구팀의 러시아 리그 참여를 승인하지 않아 FC TSK 심페로폴은 크림 프리미어리그에서 활동하게 되었다. 그리고 우크라이나에서는 헤르손을 연고로 타우리야 심페로폴을 재건하기로 했고 2016년 8월 드니프로강 이북에 있는 헤르손주 베리슬라우를 임시 연고지로 팀을 재건하였다. 2022년 러시아의 우크라이나 침공 당시 해당 구단은 드니프로강 이남의 강가에 있는 노바카호우카에 있었으며, 해외에서 가진 예정되었던 친선경기를 끝으로 노바카호우카의 점령과 함께 활동이 중지되었다.

## 성적
- 우크라이나 프리미어리그 1회 우승 (1992)
- 우크라이나 컵 1회 우승 (2010)

## 역대 감독
| 감독            | 임기        |
| --------------- | ----------- |
| 호렌 오가네샨   | 1991        |
| 미하일로 포멘코 | 2005 ~ 2008 |